# Cohen's Advertising Scheme
Cohen's Advertising Scheme è un cortometraggio muto del 1904 diretto da Edwin S. Porter.
Primo episodio di una serie comica che ha per protagonista l'ebreo Cohen. Interpretato volta volta da attori diversi truccati nello stile grottesco dell'ebreo vaudevilliano con un gran nasone posticcio, Cohen rappresenta lo stereotipo dell'ebreo furbo e imbroglione, che riesce sempre a fare un lauto guadagno da ogni situazione—una caricatura familiare del teatro e della letteratura che ora si afferma anche al cinema.

## Trama
Il commerciante Cohen offre ad un vagabondo un cappotto. Non è un'opera di carità ma una trovata pubblicitaria perché sul retro del cappotto è scritto un messaggio pubblicitario per il suo negozio.

## Produzione
Il film fu prodotto dalla Edison Manufacturing Company.

## Distribuzione
Distribuito dalla Edison Manufacturing Company, il film uscì nelle sale cinematografiche degli Stati Uniti nel febbraio 1904.